# Amanišaketo
Amanišaketo je bila kraljica (kandake) Kraljestva Kuš, ki je vladala od okoli leta 10 pr. n. št. do leta 1 n. št. Podatki o vladanju kušitskih vladarjev do poznega obdobja so zelo nezanesljivi.
V meroitskih hieroglifih se je njeno ime pisalo Amanikašeto (Mniskhte ali (Am)niskhete). V meroitski kurzivi se je pisalo Amaniskheto qor kd(ke), kar pomeni Amanišaketo, kore in kandake (vladarica in kraljica).

## Spomeniki
Amanišaketo je znana z več spomenikov. Omenjena je v Amonovem templju v Kavi, na steli iz Meroa, napisih v palači v Vad ben Naki, stele, odkrite v Kasr Ibrimu, še ene stele iz Nake in njene piramide v Merou (Beg. N6).
Najbolj znana je po zbirki nakita, ki jo je italijanski lovec na zaklade Giuseppe Ferlini leta 1834 ukradel iz njene piramide, ki jo je pred tem sam uničil. Nakit je zdaj v Egipčanskem muzeju v Berlinu in Egipčanskem muzeju v Münchenu.

## Galerija
- Kraljičina ogrlica
- Zapestnica iz kraljičine piramide
- Kraljiina piramida N6 (osvetljena)
- Nekaj nakita, ki ga je ukradel Ferlini